# Keicho Nijimura
Keicho Nijimura (虹村 形兆, Nijimura Keichō) es un antagonista menor presente en la serie de JoJo's Bizarre Adventure: Diamond Is Unbreakable.
Keicho es el hermano mayor de Okuyasu. Él es el primero en Morioh en poseer el Arco y Flecha y creó de manera deliberada a usuarios de Stand con la esperanza de que uno de ellos pudiera llegar a obtener un poder capaz de matar a su padre monstruoso.

## Apariencia
Keicho es un hombre joven de altura promedio a sobre la media y de contsitución mediana. Con ojos claros de múltiples írides con un patrón ondulado y rasgos afilados, su frente descansa en una expresión seria y dirigida.
Tiene el cabello claro largo levantado verticalmente, con un rizo en su frente y una cola de caballo en la parte posterior; también doblado encima de sí mismo por encima de su cabeza esculpido de un flat-top. Lleva aretes en forma de flechas hacia abajo.
Viste un uniforme escolar de doble-pecho, en cuyo cuello parece llevar grabado "BADC O.". En su hombro derecho está grabado el kanji japonés 兆, que significa "trillón", y precisamente en su brazo izquierdo lleva grabado "TRILLION" entre su hombro y codo. También usa dos cinturones sueltos sobre un par de pantalones de piernas anchas.

## Personalidad
Comparado con su hermano Okuyasu, Keicho es más racional y tranquilo. Ambos admiten que la habilidad de Keicho para pensar y razonar supera a la de Okuyasu. Él es despiadado, incluso disparando contra su propio hermano cuando estaba tratando de apuntar a Josuke y no se disculpó, diciendo que era culpa de Okuyasu por ser incompetente. Afirma que las personas que no crecen no merecen vivir, mostrando lo que parece ser un punto de vista con darwinismo social. No siente remordimientos por herir a la gente con el Arco y Flecha o las consecuencias con el Arco y Flecha podrían acarrear, como ocurrió con Angelo. También no estaba por encima de usar a un Koichi moribundo como rehén para traer a Josuke. También es una persona bastante metódica, haciendo las cosas de un modo ordenado, como traer a Koichi para recuperar la Flecha y no querer que nadie más viera a Koichi moribundo, ya que atraería atención no deseada. Además, no le gustaba que Josuke matara a algunos de sus soldados, ya que significaba que no estaban perfectamente formados. Describe a personas que no saben usar Stand como si fueran similares a andar en bicicleta, ya que si la persona no sabe lo que está haciendo, se maniobrará mal, sin importar cuán poderoso sea el Stand.
Keicho tiende a menospreciar a su hermano por su falta de capacidad para pensar. Cuando era más joven, se demostró que era muy protector de su hermano menor, mientras que mantería un desprecio por su padre abusivo. Sin embargo, él todavía tenía un poco de amor por su padre, pero este amor estaba mal guiado: Keicho quería aplicarle la eutanasia para poner fin a su existencia severamente deformada. Además, mientras que él era áspero e incluso brutal con Okuyasu (demandando que él lo mataría si intentaba tomar el Arco y Flecha), se sacrifica para salvar a su hermano del ataque de Red Hot Chili Pepper, implicando que él verdaderamente se preocupaba de su hermano todo este tiempo, un acto que Okuyasu y Josuke reconocen como un signo de su cuidado.

## Habilidades
El Stand de Keicho es Bad Company; un ejército en miniatura, incluyendo infantería (algunos con paracaidistas), tanques (con proyectiles explosivos) y helicópteros (con misiles).

## Historia
Alrededor de 1987, la madre de Keicho y Okuyasu murió, dejando a su padre sumido en una profunda depresión. Además de eso, Japón había estado pasando por un momento muy difícil económicamente y su familia pronto cayó en la pobreza. Debido a esto, Keicho y Okuyasu sufrieron abusos constantemente.
Sin embargo, dos años más tarde, su padre comenzó a recibir cartas con dinero y joyas. Mucho más tarde en su vida, Keicho se daría cuenta de que su padre había vendido su alma y corazón a DIO, que, en ese momento, estaba recorriendo el mundo en busca de un usuario de Stand capaz de recrear la realidad.
DIO, sin embargo, desconfió del padre de Keicho e implantó una Espora de su cuerpo no-muerto dentro de él. Cuando Jotaro derrotó a DIO, la Espora estalló, haciendo que su padre lentamente mutara en una forma monstruosa, y más tarde perdió la capacidad de hablar. De esta forma, el padre de Keicho sanaría automáticamente cualquier herida infligida sobre él.
Durante muchos años después, Keicho buscó a alguien capaz de matar a su padre. Keicho pronto se encontró con el Arco y Flecha, disparando a la personas al azar en todo Morioh con el fin de encontrar a alguien para que pudiera matar a su desdichado padre.

### The Nijimura Brothers
Keicho finalmente disparó a Koichi, creyendo que Echoes sería el Stand que estaba buscando. Esto condujo a un enfrentamiento contra Josuke en el cual Keicho fue gravemente herido, y entonces le reveló a Josuke sobre la historia de su familia.
Josuke se ofreció a restaurar al padre de Keicho a cambio del Arco y Flecha de Keicho. No dispuesto a hacerlo, y con Red Hot Chili Pepper acechando detrás de Okuyasu, Keicho empujó a Okuyasu fuera del camino y fue electrocutado hasta morir en el lugar de su hermano. Red Hot Chili Pepper entonces les robó el Arco y Flecha.

### Crazy Diamond Is Unbreakable
Durante la batalla final con Yoshikage Kira, él apareció como un fantasma ante un Okuyasu casi moribundo, preguntándole a dónde deseaba ir y así, convencerlo de continuar viviendo.